# یون که-سانگ
یون که-سانگ (انگلیسی: Yoon Kye-sang؛ زادهٔ ۲۰ دسامبر ۱۹۷۸) بازیگر، خوانندگی اهل کره جنوبی است. وی از سال ۱۹۹۹ میلادی تاکنون مشغول فعالیت بوده‌است.
از فیلم‌ها یا برنامه‌های تلویزیونی که وی در آن نقش داشته‌است می‌توان به بیستی بویز، مال-مو-ای:ماموریت مخفی اشاره کرد.